# Mélanopsine
 (janvier 2022).
Si vous disposez d'ouvrages ou d'articles de référence ou si vous connaissez des sites web de qualité traitant du thème abordé ici, merci de compléter l'article en donnant les références utiles à sa vérifiabilité et en les liant à la section « Notes et références ».
La mélanopsine, est un photopigment décelé dans la rétine et les cellules ganglionnaires sensibles à la lumière. Elle est impliquée dans le réflexe photomoteur, la régulation du rythme circadien et d'autres réponses non visuelles à la lumière. Structurellement, la mélanopsine est une opsine, une protéine rétinylidène de la famille des récepteurs couplés à la protéine G. La mélanopsine est plus sensible à la lumière bleue. On a montré qu'un récepteur basé sur la mélanopsine a été  lié à une association entre la sensibilité à la lumière et des crises de migraines. Son gène est le OPN4 situé sur le chromosome 10 humain.
La mélanopsine diffère des autres photopigments de type opsine chez les vertébrés. Elle ressemble plus à une opsine d'invertébré pour de nombreux aspects (sa séquence d'acides aminés et sa cascade d'activation). Comme les opsines d'invertébrés, la mélanopsine semble être un photopigment  avec une activité photo-isomérase intrinsèque.